# باشگاه فوتبال مونتروز
باشگاه فوتبال مونتروز (انگلیسی: Montrose F.C.)یک باشگاه فوتبال در شهر مونتروز، انگوس، اسکاتلند است.